# Erasmus von Könneritz
Erasmus (Asmus) von Könneritz (* um 1515; † 1563) war ein sächsischer Amtshauptmann und Oberhofrichter.

## Leben
Er stammte aus dem alten thüringisch-meißnischen Adelsgeschlechts Könneritz und war der Sohn von Heinrich von Könneritz (um 1483–1551), Herr auf Lobstädt. Sein Vater war Berghauptmann zu Sankt Joachimsthal in Böhmen und Münzmeister. Nach dem Tod des Vaters wurde er Besitzer des Rittergutes Lobstädt.
Könneritz war 1545 Amtmann in Schneeberg im Erzgebirge und von 1547 bis 1551 Amtshauptmann des Leipziger oder osterländischen Kreises. 1548 wurde er zugleich sächsischer Oberamtmann und Rat zu Leipzig und 1557 Oberhofrichter in Leipzig.
Bekanntheit erlangte er vor allem als Ratgeber des Kurfürsten Moritz von Sachsen. Könneritz war entscheidend am Zustandekommen des Augsburger Reichs- und Religionsfriedens beteiligt. 
Er wurde in der Kirche in Lobstädt beigesetzt. Sein Epitaph befindet sich dort im Vorraum der Kirche. Seine Tochter Magdalena († 1621) heiratete zwischen 1577 und 1580 Georg von Draschwitz auf Bösau.